# Великий Пес

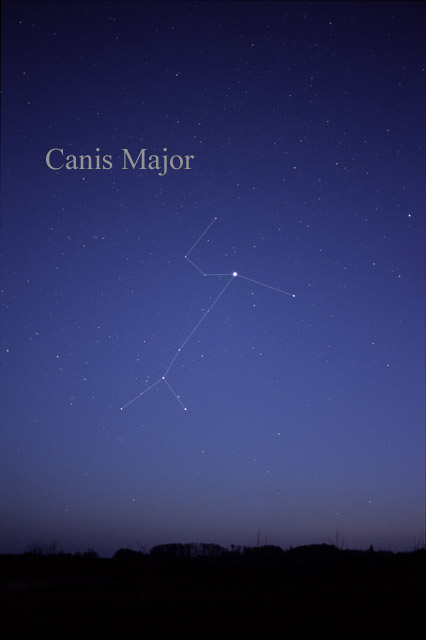
Великий Пес неозброєним оком.

Вели́кий Пес (лат. Canis Major) — сузір'я Південної півкулі неба. Відоме зі стародавніх часів. Розташоване на південний схід від Оріона (під його правою ногою); частково лежить у Чумацькому Шляху. Одне з 48 сузір'їв, включених у каталог зоряного неба Птолемея. Великий Пес, Малий Пес і Гончі Пси є собаками мисливця Оріона.

## Історія та міфологія

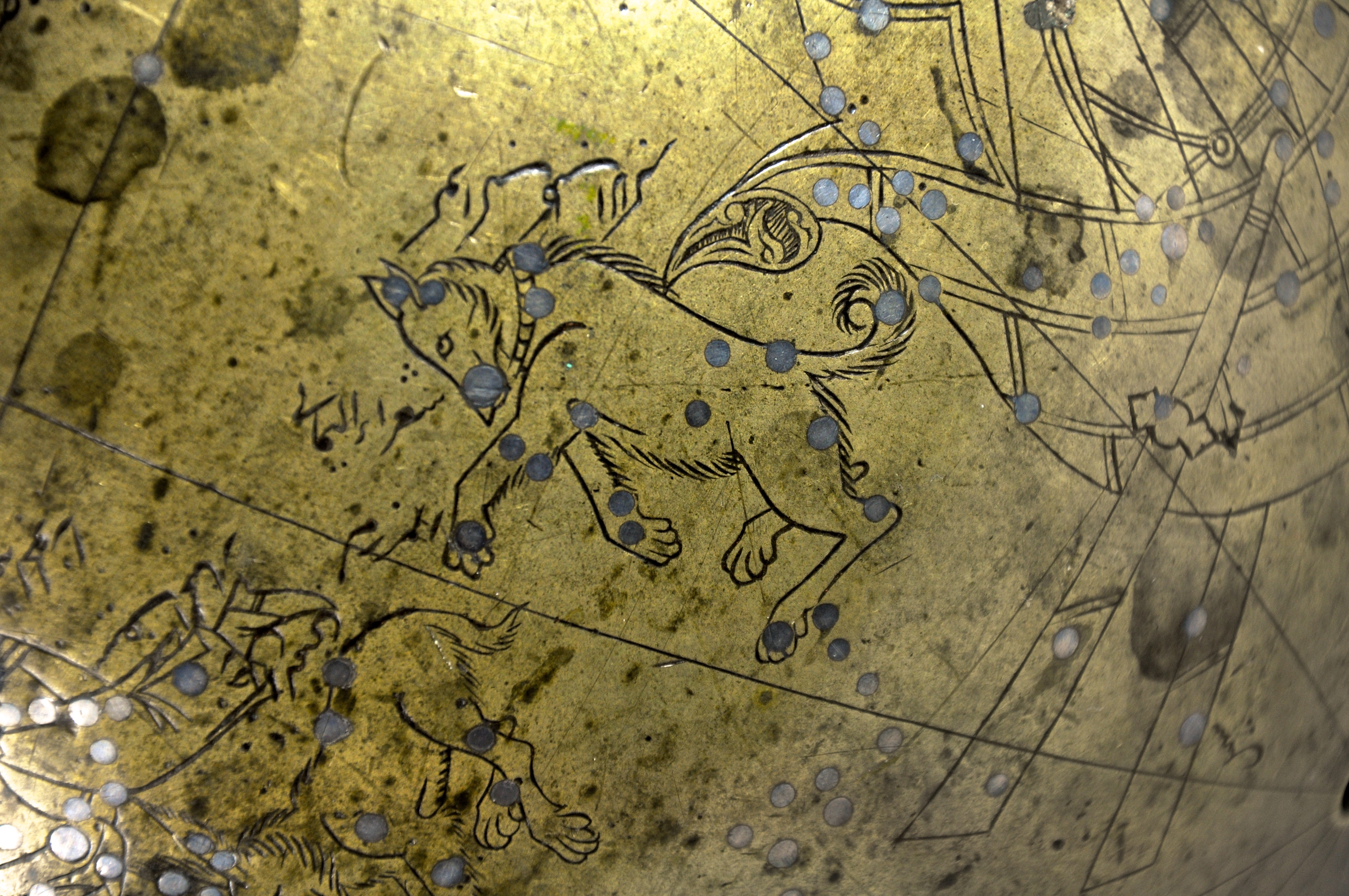
Великий пес, як зображено на глобусі Манучіхра, зробленому в Мешхеді 1632—1633 рр. нашої ери. Колекція Adilnor, Швеція.

### Історія
Великий Пес — стародавнє сузір'я, що конфігурацією яскравих зір нагадує собаку. Сформувалося навколо головної зорі Сіріус. Міфи про походження зорі переносяться і на все сузір'я. Сіріус також називають «Собачою зорею». Існувало повір'я, що зоря Сіріус спричиняла сказ у собак і гарячку в людей.

### Міфологія
Великий Пес, і зокрема яскрава зоря Сіріус, часто фігурували в ранніх єгипетських традиціях. У різних періодах історії Єгипту його ототожнювали з богинею Ісідою, богинею Хатор і богом з головою шакала Анубісом. Єгиптяни дуже високо цінували Сіріус, оскільки його повторна поява в середині липня, після кількох місяців відсутності, збіглася з щорічним розливом Нілу, подією, надзвичайно важливою для родючості землі. Сіріус також став відомий як Собача зоря, символізуючи найспекотніші дні літа, які в минулі часи називали канікулами, тобто собачими днями.
У міфології сузір'я Великого Пса асоціюється з Лелапом, найшвидшим собакою у світі, якому судилося впіймати все, що він переслідував. Зевс подарував собаку дочці фінікійського царя Європі, разом зі списом, який не міг промахнутися. Подарунок виявився невдалим, оскільки сама Європа загинула від руки свого чоловіка Кефала, який вийшов на полювання зі списом. У грецькій міфології сузір'я Великого пса представляло більшого з двох собак великого мисливця Оріона. Пес полював зайця, і за його неймовірну швидкість Зевс дав йому честь, помістивши його на небеса.

## Морфологічні особливості

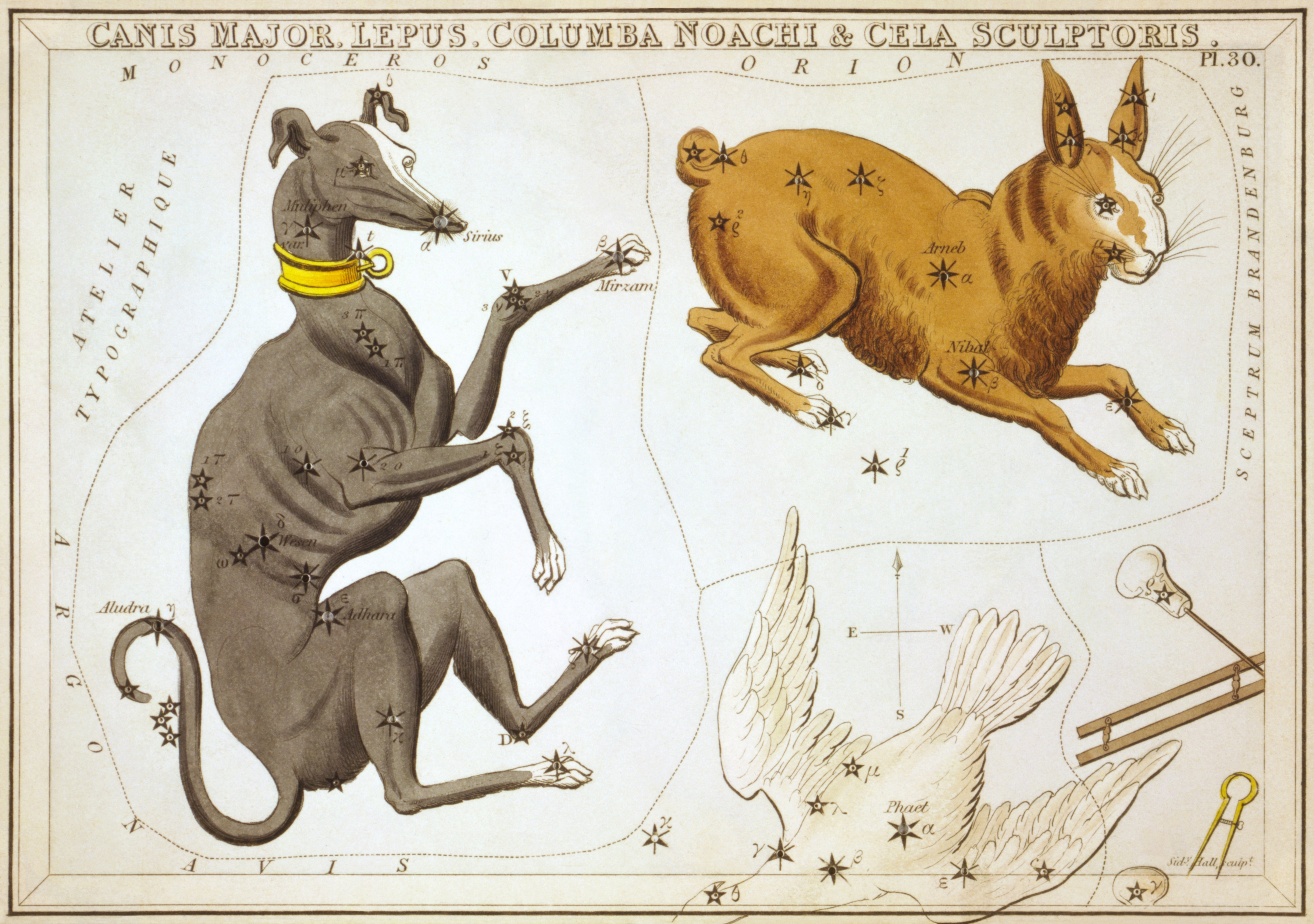
Сузір'я Великого Пса, Зайця, Ноєвої Голубки та Скульпторового Різця із «Дзеркала Уранії», набору карток сузір'їв, виданого в Лондоні бл. 1825 року.

Сузір'я Великого Пса містить 20 зір. 10 назв зір офіційно затверджені Міжнародним астрономічним союзом (IAU), — Адара, Алудра, Амадіоха, Атакорака, Фуруд, Мірзам, Муліфейн, Сіріус, Унургуніт і Везен. Сузір'я зображається у вигляді собаки, що стоїть на задніх лапах і переслідує зайця, представленого сузір'ям Зайця (лат. Lepus).

## Зорі сузір'я

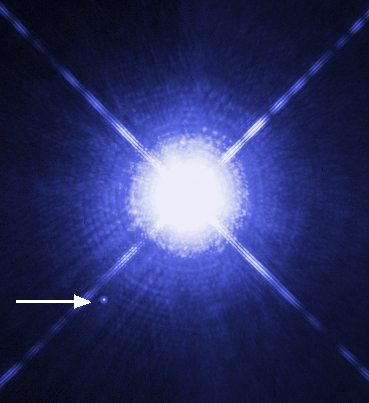
Сіріус A і Сіріус B. Зображення: космічний телескоп Габбл. NASA

- Сіріус (α Великого Пса, також відома, як «Собача зірка») — найяскравіша зоря на небі. Має зоряну величину 1,42 і розташована всього за 8,6 світлових років від Сонячної системи. Яскравіша зоря Сіріус A є білою зорею головної послідовності, а її супутник, Сіріус B, є білим карликом, який обертається навколо основної зорі кожні 50 років. Назва Сіріус походить від грецького Σείριος (Seirios), що означає «палаючий», «сяючий»[4].
- Адара (ε Великого Пса) — друга за яскравістю зоря у сузір'ї Великого Пса і 24-та за яскравістю зоря на нічному небі. Це подвійна зоря, розташована приблизно за 430 світлових років від Сонця[5].
- Везен (δ Великого Пса) — жовто-білий надгігант F-типу, розташована на відстані приблизно 1800 світлових років. Має видиму зоряну величину 1,83[5].
- Мірзам (β Великого Пса) — блакитно-білий гігант з яскравістю від 1,95 до 2,00 зоряної величини. Розташований приблизно за 500 світлових років від нас. Мірзам класифікується як змінна Бета Цефея, зоря, чия яскравість змінюється в результаті пульсацій на поверхні[5].
- Алудра (η Великого Пса) — блакитний надгігант, розташований на відстані приблизно 3000 світлових років і вже наближається до фінального етапу свого життя[5].
- Тау Великого Пса (Tau CMa) — спектроскопічна подвійна зоря, розташована приблизно за 3200 світлових років від Сонця. Зоря є блакитним надгігантом O-типу[5].
- Фуруд (ζ Великого Пса) — спектроскопічна подвійна зоря. Зоря розташована приблизно за 336 світлових років від Сонячної системи й має видиму зоряну величину 3,02[5].
- Муліфейн (γ Великого Пса, HD53244) — хімічно пекулярна зоря спектрального класу B, що має видиму зоряну величину в смузі V приблизно 4,1[6]. Вона розташована на відстані близько 402,2 світлових років від Сонця[5].
- Амадіоха (HD 43197) — зоря, розташована на відстані приблизно 204 світлових років (близько 62,5 парсек) від Сонця. Вік зорі оцінюється близько 6,521 млрд років. Також навколо зорі обертається принаймні одна планета[7][8].

## Туманності

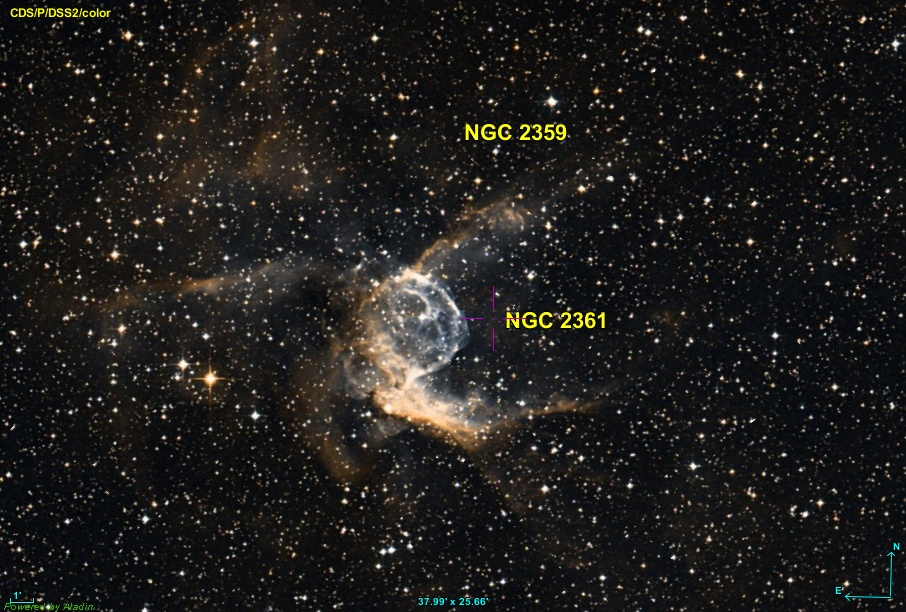
Туманість NGC 2361 та NGC 2359

- IC 2165 — планетарна туманність типу PN. IC 2165 розташована поблизу небесного екватора, і тому її принаймні частково видно з обох півкуль у певні пори року. Цей об'єкт міститься в оригінальній редакції індексного каталогу[9].

- NGC 2359 (Шолом Тора) — галактична туманність, залишки наднової типу EN (емісійна туманність). Відкривач цього об'єкта — Фрідріх Вільгельм Гершель, який уперше спостерігав об'єкт 31 січня 1785. Віддалена від Землі приблизно на 15 000 світлових років. Туманність рзташована навколо центральної зорі Вольфа-Рає, надзвичайно гарячого гіганта, який закінчить своє життя як наднова[5].
- NGC 2361 — галактична туманність, залишки наднової типу EN (емісійна туманність) у сузір'ї Великого Пса. NGC 2361 розташована поблизу небесного екватора. Відкривач цього об'єкта — Гійом Бігурдан, який уперше спостерігав його 25 лютого 1887[10].

## Зоряні скупчення

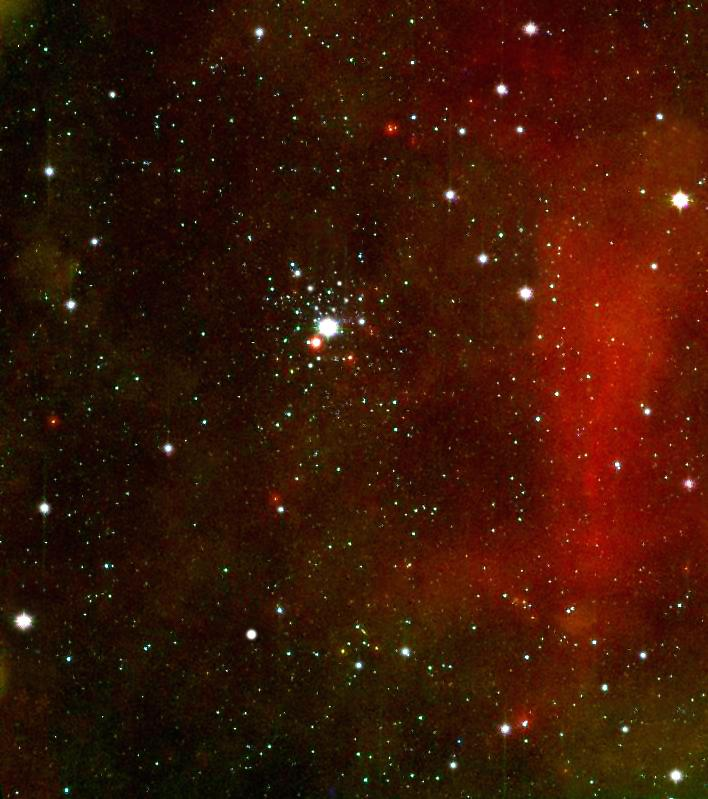
Розсіяне скупчення NGC 2362. Зображення NASA

- M41 (Скупчення Малий Вулик) — розсіяне скупчення, розташоване в чотирьох градусах на південь від Сіріуса. Його діаметр становить 25-26 світлових років, а вік — від 190 до 240 мільйонів років[3]. Скупчення містить контрастні сині, жовті та помаранчеві зорі та охоплює площу розміром з повний місяць[11]. Його відкрив італійський астроном Джованні Батіста Годієрна в 17 столітті[3]. Його найяскравіші зорі вже перетворилися на гігантів. Найяскравішою є зоря 6,3 зоряної величини спектрального типу К3[12].

- NGC 2362 — розсіяне скупчення типу I3p. Відкривач цього об'єкта — Джованні Баттіста Одієрна, який уперше спостерігав за об'єктом 1654 року. NGC 2362 розташована поблизу небесного екватора, і тому її принаймні частково видно з обох півкуль у певні пори року[13].
- NGC 2354 — розсіяне скупчення типу III2m. Відкривач цього об'єкта — Фрідріх Вільгельм Гершель, який уперше спостерігав за об'єктом 6 березня 1785. NGC 2354 розташована на південь від небесного екватора[14].
- NGC 2360 (Скупчення Кароліни) — розсіяне скупчення типу II2m. Відкривач цього об'єкта — Кароліна Гершель, яка вперше спостерігала за об'єктом 26 лютого 1783. Туманність була названа на честь цієї науковиці. NGC 2360 розташована поблизу небесного екватора[15].
- NGC 2384 — розсіяне скупчення типу IV3p. Відкривач цього об'єкта — Джон Гершель, який уперше спостерігав за об'єктом 15 лютого 1836. NGC 2384 розташована поблизу небесного екватора[16].
- NGC 2318 — розсіяне скупчення типу OCL. Відкривач цього об'єкта — Фрідріх Вільгельм Гершель, який уперше спостерігав за об'єктом 8 лютого 1785. NGC 2318 розташована поблизу небесного екватора, і тому її принаймні частково видно з обох півкуль у певні пори року[17].
- NGC 2204 — розсіяне скупчення типу III3m. Відкривач цього об'єкта — Фрідріх Вільгельм Гершель, який уперше спостерігав за об'єктом 6 лютого 1785. NGC 2204 розташована поблизу небесного екватора[18].

## Галактики

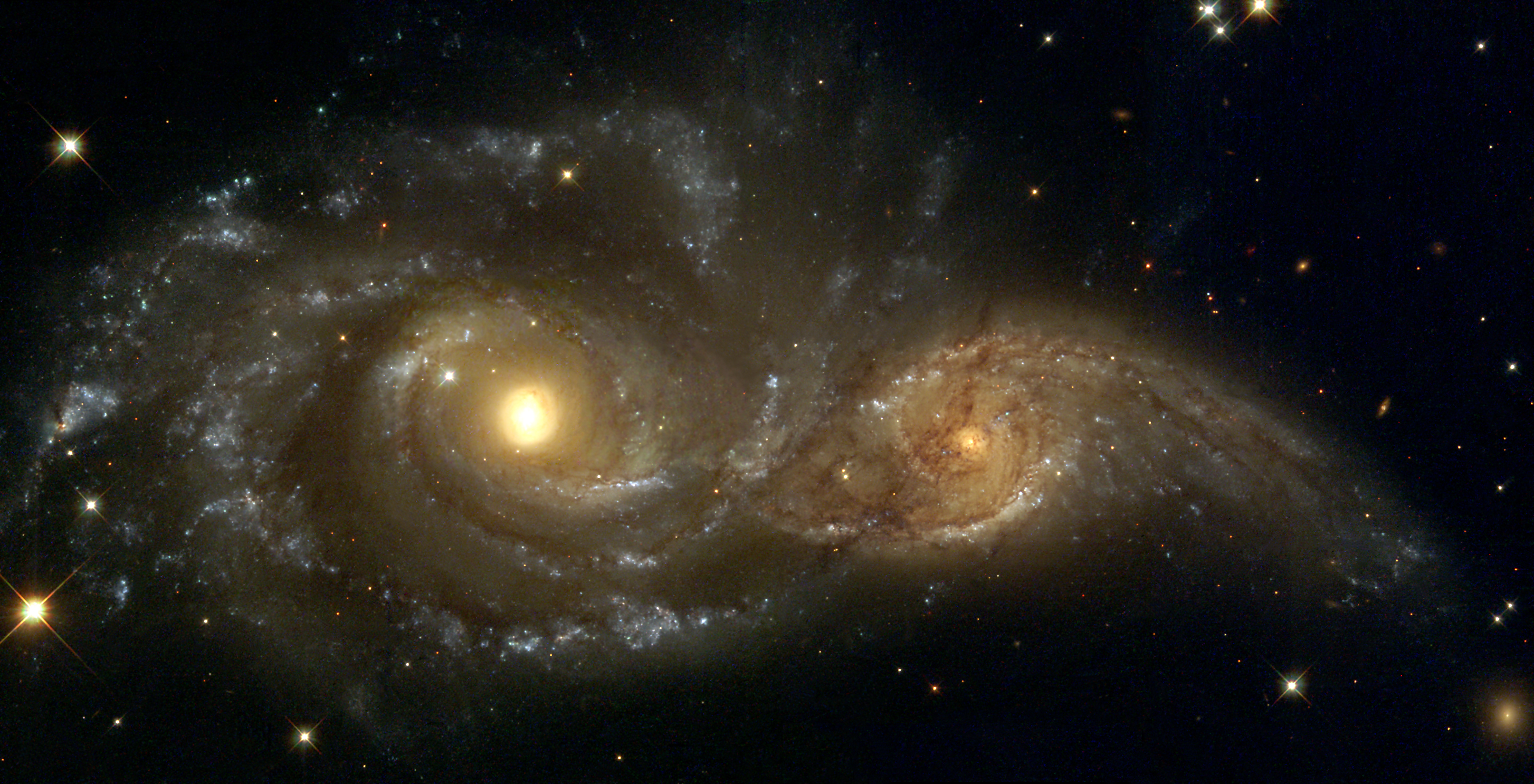
Дві спіральні взаємодіючі галактики NGC 2207 (ліворуч) та IC 2163 (праворуч).

- NGC 2207 — галактика типу SBbc/P. Відкривач цього об'єкта — Джон Гершель, який уперше спостерігав за об'єктом 24 січня 1835. За останні десятиліття в NGC 2207 спостерігали три наднові; SN 1975A у 1975 році, SN 1999ec у 1999 році та SN 2003H у 2003 році. Видима величина галактики 12,2[5].
- IC 2163 — спіральна галактика типу SBc. Цей об'єкт міститься в оригінальній редакції індексного каталогу. Видима величина галактики 11,6[5]. IC 2163 складає пару з галактикою NGC 2207, яка розташована на захід від IC 2163. Ці дві галактики активно взаємодіють і перебувають у процесі злиття[19].
- NGC 2325 — еліптична галактика типу E4. Відкривач цього об'єкта — Джон Гершель, який уперше спостерігав за об'єктом 1 лютого 1837[20]. В галактиці спалахнула наднова SN 2010ih типу Ia, її видима зоряна величина склала 13,3[21].
- NGC 2223 — спіральна галактика типу SBb. Відкривач цього об'єкта — Джон Гершель, який уперше спостерігав за об'єктом 23 січня 1835. ЇЇ відстань від Землі становить 99 412 463,92 світлових років[22].
- NGC 2380 — лінзоподібна галактика типу SB0. Відкривач цього об'єкта — Джон Гершель, який уперше спостерігав за об'єктом 5 лютого 1837. NGC 2380 розташована на південь від небесного екватора, тому її легше побачити з південної півкулі. ЇЇ відстань від Землі становить 78 473 224,47 світлових років. Є в новову загальному каталозі[23].
- IC 456 — лінзоподібна галактика типу SB0. Цей об'єкт міститься в оригінальній редакції індексного каталогу. IC 456 розташована на південь від небесного екватора, тому її легше побачити з південної півкулі[24].
- NGC 2263 — спіральна галактика типу SBab. Відкривач цього об'єкта — є Джон Гершель, який уперше спостерігав за об'єктом 20 січня 1835[25].